# 양재선
양재선(1975년 6월 10일 ~ )은 대한민국의 작사가이다. 학력은 추계예술대학교 문예창작과 학사, 동국대학교 대학원에 재학 중이며, 현재 호원대학교 실용음악과 외래교수로도 재직 중이다. 신승훈의 《엽기적인 그녀》의 OST 《I Believe》등의 곡들과 드라마 《그들이 사는 세상》 OST와 드라마 《개인의 취향》 OST와 드라마 《아이리스》 OST를 작사하였다. 2001년 KBS 가요대상 작사상을 수상하였다.

## 작사 활동

### OST 작사
- 영화 《엽기적인 그녀》 OST 〈I Believe〉 : 노래 - 신승훈
- 드라마 《그들이 사는 세상》 OST (처음부터 너야) : 노래 - 김조한
- 드라마 《신데렐라맨》 OST (내 사람인 것 같아서) : 노래 - 신승훈[1]
- 드라마 《개인의 취향》 OST (사랑만들기) : 노래 - 포미닛
- 드라마 《아이리스》 OST (love Of Iris) : 노래 - 신승훈
- 드라마 《아가씨를 부탁해》 OST (사랑은 어쩔 수 없네요) : 노래 - 윤상현[2]
- 드라마 《세 번 결혼하는 여자》 OST (Sorry) : 노래 - 신승훈

### 뮤지컬 작사
- 《페임》2001년, 예술의 전당 (에이콤)
- 《둘리》2002년, 예술의 전당 (에이콤)
- 《지저스 크라이스트 슈퍼스타》2004년, 세종문화회관 (설앤컴퍼니)
- 《겨울 나그네》2005년, 국립극장 (에이콤)
- 《뷰티풀 게임》2007년, LG아트센터 (설앤컴퍼니)
- 《캣츠》2008년, 샤롯데 (설앤 컴퍼니)

### 음반 작사
- MC The Max : 사랑을 외치다 나를 보낸다
- 베이비복스
  - (Why) Why, 배신, 슬픈 별에서
  - (Boyish Story) Game Over, 인형, 내 사랑이기를
- 임창정
  - (Lim Chang Jung 4th) 별이 되어, 이심전심
  - (Story Of...) Love Affair, 너와 함께, 니가 날 버린 날
  - (Different Color) 위로
  - (I'M) 너에게 달려간다
- 성시경
  - (처음처럼) 처음처럼, 내게 오는 길
  - (Melodie D Amour) 사랑해서 슬픈 날, 슬픔이 슬픔을
  - (Double Life: The Other Side) 팝콘, 차마..., 내가 뭐 그렇죠, 저 하늘 걸고
  - (다시 꿈꾸고 싶다) 어느 흐린 날의 행복
- 이수영
  - (3집 made in winter) 그리고 사랑해, 차라리, Farewell Blues
  - (4.5집 Sweet Holiday in Lombok) 그렇게라도
  - (5집 this time) 우미공주
- 노을 (노을3집) 전부너였다
- 김조한
  - (Soul Family With Johan) 사랑이 늦어서 미안해

엠시더맥스 가슴아 그만해

## 저서
- 시집 《나보기가 역겨워 가실때에는 가시는 걸음걸음 왕소금 뿌리오리다》1996. 나라원
- 시집 《님은 갔습니다. 사랑하는 나의 님은 완존히 맛이 갔습니다》1997. 나라원
- 시집 《빼앗긴 남자에게도 호출은 오는가》1999. 나라원
- 《될 수 있다! 작사가》2002. 시공사